# いつも心に太陽を (岡村孝子の曲)
「いつも心に太陽を」（いつもこころにたいようを）は、岡村孝子の通算24枚目のシングル。1996年5月20日にeast west japanからリリース。
同年2月19日発売のアルバム『BRAND-NEW』の1曲としてシングルカットされた。

## 解説
TBS系テレビアニメ『少年サンタの大冒険!』オープニング・テーマに採用されたことによりシングルカットされたが、その際にリミックスおよびリマスタリングが施され、「いつも心に太陽を（Remix Remaster）」として収録されている。 
シングルカット時のカップリング曲「愛という名の翼」は、同じくエンディング・テーマとして使用されたもので、こちらも『BRAND-NEW』からの収録である。
なお、岡村の楽曲がテレビアニメで使用されたのは、これが初となった。

## シングル収録曲
1. いつも心に太陽を（Remix Remaster） （5:10）
  - 作詞・作曲：岡村孝子、編曲：海老原真二

TBS系テレビアニメ「少年サンタの大冒険!」オープニングテーマ
2. 愛という名の翼 （5:05）
  - 作詞・作曲：岡村孝子、編曲：海老原真二

TBS系テレビアニメ「少年サンタの大冒険!」エンディングテーマ
3. いつも心に太陽を（Remix Remaster） 〜Original Karaoke〜
4. 愛という名の翼 〜Original Karaoke〜

## 楽曲の収録作品
- いつも心に太陽を（オリジナルバージョン）
  - BRAND-NEW（11th アルバム）
- いつも心に太陽を（Remix Remaster）
※アルバム未収録
- 愛という名の翼
  - BRAND-NEW
  - DO MY BEST
  - T's BEST season 2
- 愛という名の翼（Remix）
  - After Tone IV